# Rio Quente
Rio Quente är en kommun i Brasilien.   Den ligger i delstaten Goiás, i den sydöstra delen av landet, 240 km söder om huvudstaden Brasília. Antalet invånare är 3 311.
Omgivningarna runt Rio Quente är huvudsakligen savann. Runt Rio Quente är det glesbefolkat, med 14 invånare per kvadratkilometer.